# 甜蜜偶像
《甜蜜偶像》（日语：らぶドル 〜Lovely Idol〜）是Enterbrain旗下雜誌《Magi-Cu》（マジキュー）的讀者參加企畫，由雜誌讀者參與劇情和設定。其第二部《甜蜜偶像 -New Lyrics-》（らぶドル -NewLyrics-）屬於Navel的，於2006年秋季被改編為電視動畫。此作品另發行過廣播劇CD及由Princess Soft所製作出的美少女遊戲。

## 作品概要
故事發生在一個名為「Sweetfish Production」的藝人事務所。該事務所以培養女性藝人（包括歌手、聲優、演歌歌手、模特兒等）為主。之前已有兩期的Love偶像，總共12人活躍在此事務所中。男主角藤澤智弘為該事務所的經紀人。故事主軸圍繞在六位女新人──榊瑞樹、野野宮舞、桐生琴葉、北條比奈、藤澤琉璃和貓谷海羽──之間，並以她們六位作為「Sweetfish Production」事務所第三期學員。故事講述著她們六位如何努力奮鬥，並向前兩期的前輩學習成為超人氣藝人的情形。

## 登場人物

### 第三期學員
榊瑞樹（配音：野川櫻（日本），周文瑛（香港））
血型：B。星座：雙子座。
瑞樹在街道上是廣為人知的“The Princess of Songs”。她常常彈著吉他在街道上唱歌。曾經有很多的事務所都邀請她去出版她自己所唱的一些音樂，但是都被她給否決了。當智弘第一次去邀請她時，被她堅定的否決了。瑞樹說過她唱歌只是為了復仇。在動畫版第3集，在她和其他第三期的學員一起站在舞台上唱歌後，情況完全改觀。自此以後，她也是第三期學員中的一份子。
桐生琴葉（配音：中原麻衣（日本），周文瑛（香港））
血型：O。星座：白羊座。
琴葉是個個性害羞的少女，頭上總戴著個小蝴蝶結。在第三期學員之中，只有她和舞是唯一兩位在加入「Sweetfish Production」之前就已經進入演藝圈的人。
野野宮舞（配音：桃井晴子（日本），莊巧怡（香港））
血型：O。星座：山羊座。
舞是個矮小但溫和的少女。當聊到胸部的大小時，常常被其他第三期的學員當成笑柄。根據她的說法，她在八年前就加入演藝圈了。舞也對自己的美麗感到驕傲與自豪。
貓谷海羽（配音：後藤邑子（日本），魏惠娥（香港））
血型：B。星座：獅子座。
海羽是個遲鈍的少女。她常常在句子的結尾處加個“nyuu～”作結。海羽喜愛跳舞，而且跳得很有活力感。但是她的問題在於模仿狗叫聲。
北條比奈（配音：茅原實里（動畫）／森山理來（廣播劇CD）（日本），鄧潔麗（香港））
血型：O。星座：雙魚座。
比奈是第一期學員中，雙子組合（Chocorat Sisters）的妹妹。她以很自豪也很快樂的心情去欣賞她的姊姊們。無論何時比奈都會談論起她的姐姐們，直到旁人聽到厭煩並制止她為止。比奈也很喜歡製作點心，即使她做得不太好。無論何時比奈都會試圖製作炸彈使其爆炸（還好沒人受傷）。在最後一集時，當她試圖把海羽的湯加熱時，它爆炸了。這有可能在暗示著她不熟悉操作烤箱。
藤澤瑠璃（配音：酒井香奈子（動畫）／冰青（廣播劇CD）（日本），張雪儀（香港））
血型：A。星座：處女座。
瑠璃是智弘的妹妹。她是個很樂觀的少女。瑠璃是以私底下請求Sweetfish Production的董事長的方式才得以成為第三期學員之一。曾經想當經紀人，不過最後「隱退」了。

### 「Sweetfish Production」工作人員
藤澤智弘（配音：荻原秀樹（日本），郭俊廷（香港））
智弘是Sweetfish Production的經紀人。他是所有偶像（第一期與第二期的學員）的第一個經紀人，所以理所當然的他也是第三期學員的經紀人。許多被他帶過的偶像似乎都對他有好感。
真理子（配音：竹間千ノ美（日本），譚淑英（香港））
真理子是Sweetfish Production的董事長。而Sweetfish Production是所有的甜蜜偶像所附屬的公司。她是唯一的因素讓第三批的學員們延後登場，直到智弘找出她們（第三期學員）所缺少與不足的地方。她擁有嚴格的和效率高的個性。因此她希望擁有最好的職員在她的事務所工作。
藤澤美樹（配音：川崎惠理子（日本），鄧潔麗（香港））
智弘和瑠璃的姊姊，同時也是Sweetfish Production的經紀人。智弘得到此一工作的功勞是他姊姊── 美樹的。她是個頑皮的女孩，並傾向於喜歡捉弄她弟弟── 智弘，每次都使些關節技，致使智弘有些怕她。

### 第一期學員
日渡綾（配音：川澄綾子（日本），魏惠娥（香港））
北條美奈（配音：福井裕佳梨→有島萌優（日本），莊巧怡（香港））
與北條知奈組成雙子組合──Chocorat Sisters。
北條知奈（配音：河合久美（日本），魏惠娥（香港））
與北條美奈組成雙子組合──Chocorat Sisters。
有栖川唯（配音：野川櫻（日本），莊巧怡（香港））
擔任配音員。
進藤步美（配音：仁後真耶子（日本），莊巧怡（香港））
片桐沙有紀（配音：淺川悠（日本），龍德瓊（香港））

### 第二期學員
結城瞳子（配音：桑谷夏子（日本），莊巧怡（香港））
淺見響（配音：小林晃子（日本），龍德瓊（香港））
與大路雫組成Piccolo Sisters。
Piccolo Sisters是個廣為人知的搗亂者。這可以在第六話，當她們侵入第三期學員們的公寓時，看出她們的搗亂傾向。而且因為他們之前住過第三期學員的公寓，所以她們知道那逤公寓的所有密道（可從某一話中，他們拿出密道的地圖得知）。
大路雫（配音：釘宮理惠（日本），譚淑英（香港））
與淺見響組成Piccolo Sisters。
Piccolo Sisters是個廣為人知的搗亂者。這可以在第六話，當她們侵入第三期學員們的公寓時，看出她們的搗亂傾向。而且因為他們之前住過第三期學員的公寓，所以她們知道那逤公寓的所有密道（可從某一話中，他們拿出密道的地圖得知）。
成瀨雪見（配音：望月久代（日本），譚淑英（香港））
藤田真琴（配音：新谷良子（日本），譚淑英（香港））
長澤玲（配音：嘉數由美（日本），周文瑛（香港））

## 媒體
甜蜜偶像先以輕小說的形態出世，而後又出版了遊戲、廣播劇CD和廣播劇，最後才動畫化。

### 輕小說
甜蜜偶像是第一個刊登於Enterbrain 的Magical Cute Premium 雜誌上的，始於2001年（出版於2001年4月27日），故事的大綱由葉晃紀撰寫而角色設定與插畫則由西又葵處理。在2004年2月27日，在第13話時，它從季刊Premium 的連載轉至月刊Magical Cute上連載。從第26話至第37話的連載上，題目增加了New Lyrics，也介紹了第三期學員們的簡介。此系列之故事在信用上屬於、在著作權上屬於Enterbrain和Omega Vision（母公司屬於Navel）。

### 廣播
在2003年，一個16集的甜蜜偶像廣播初次在Animate電視的線上廣播裡播放。在2004年時，甜蜜偶像變成Magicue秀的一部分播於關西電台。接著在2005年時，轉至Lantis的線上廣播。在2006年時，一個新的廣播秀由Animate公佈。

### 廣播劇
Lantis 總共出版了4片的甜蜜偶像的CD，從2003年開始出版前兩期的偶像們的CD。2007年時，出版了第三期偶像的CD。另外有6片CD也在2007年出版，此6片CD主要在講述著每個第三期學員們的前途。

### 遊戲
輕小說── 甜蜜偶像的遊戲於2005年4月28日發行，遊戲機型為PS2，為Princess Soft公司所創作的。

玩家可操控智弘，以安排女孩子們的行程與訓練其技巧為主。玩家也必須告訴女孩子們，她們的缺點並和她們出去約會。遊戲可以算是一部分的美少女遊戲中的養成遊戲，因為此遊戲主要是在訓練甜蜜偶像們。

### 動畫
在2006年10月3日改編成動畫，全12集，第12集於2006年12月19日撥出。第13集（最後一集）則在發售DVD時追加，並於2007年3月28日發行於日本。於2008年11月1日至2009年1月25日於香港亞洲電視本港台逢星期六、日17:00-17:30播放（逢賽馬日停播）。

#### 各集標題
| 電視台播放順序 | 標題（中文翻譯）     | 標題（日文原文） |
| -------------- | -------------------- | ---------------- |
| 第1話          | 是甜蜜偶像嗎？       |                  |
| 第2話          | NG嗎？               |                  |
| 第3話          | 是墊場戲嗎？         |                  |
| 第4話          | 引退嗎？             |                  |
| 第5話          | 交易嗎？             |                  |
| 第6話          | 是舞台裝置嗎？       |                  |
| 第7話          | 急展開、嗎？         |                  |
| 第8話          | 單獨表演嗎？         |                  |
| 第9話          | 解散嗎？             |                  |
| 第10話         | 傳達的到嗎？         |                  |
| 第11話         | 歌・記得嗎？         |                  |
| 第12話         | 開始（初次登台）嗎？ |                  |
| 第13話         | 是溫泉（特典）嗎？   |                  |

#### 主題曲
片頭曲

歌：野川櫻
作詞：KEN／作曲：杉浦哲郎／編曲：杉浦哲郎
片尾曲

歌：甜蜜偶像（野川櫻、中原麻衣、桃井晴子、後藤邑子、茅原實里、酒井香奈子）
作詞：畑亜貴／作曲：森藤晶司／編曲：森藤晶司
插入曲

歌：榊瑞樹（野川櫻）
作詞：片霧烈火／作曲：HIR／編曲：HIR
「WISH STAR」
歌：桐生琴葉（中原麻衣）
作詞：畑亜貴／作曲：森藤晶司／編曲：森藤晶司

歌：野野宮舞（桃井晴子）
作詞：片霧烈火／作曲：HIR／編曲：HIR

歌：貓谷海羽（後藤邑子）
作詞：KEN／作曲：杉浦哲郎／編曲：杉浦哲郎
「Candy （bitter&sweet）」
歌：北條比奈（茅原實里）
作詞：CAO／作曲：／編曲：

歌：藤澤瑠璃（酒井香奈子）
作詞：畑亜貴／作曲：畑亜貴／編曲：並木晃一
「HAPPY CLOVER」
歌：甜蜜偶像（野川櫻、中原麻衣、桃井晴子、後藤邑子、茅原實里、酒井香奈子）
作詞：KEN／作曲：杉浦哲郎／編曲：杉浦哲郎
「GO↑GO↑☆PARTY」
歌：甜蜜偶像（野川櫻、中原麻衣、桃井晴子、後藤邑子、茅原實里、酒井香奈子）
作詞：KEN／作曲：森藤晶司／編曲：森藤晶司

## 外部連結
- Enterbrain 的Magical Cute 的甜蜜偶像 （日語）
- Navel 的Lovedol ～New Lyrics～ （日語）
- Princess Soft 的遊戲官方網站 （日語）

## 作品的變遷
| 香港 亞洲電視本港台 星期六、日17:00-17:30（逢賽馬日停播） | 香港 亞洲電視本港台 星期六、日17:00-17:30（逢賽馬日停播） | 香港 亞洲電視本港台 星期六、日17:00-17:30（逢賽馬日停播） |
| --------------------------------------------------------- | --------------------------------------------------------- | --------------------------------------------------------- |
|                                                           | 甜蜜偶像 （2008.11.1 - 2009.1.25）                        |                                                           |
| 生命小故事                                                | 幸運星                                                    |                                                           |
| 星期一至五 17:15-17:45                                    |                                                           |                                                           |
| 網球王子IV 第138-178集 （重播）                           | 甜蜜偶像 （重播） （2009.6.30 - 2009.7.20）               | 棒球大聯盟2                                               |